# 拉里·奧布賴恩冠軍獎盃
拉里·奧布賴恩冠軍獎盃（英語：Larry O'Brien NBA Championship Trophy）是NBA頒發給每年NBA總決賽冠军隊伍的獎盃。獎盃於1977年創立，以取代原有的沃尔特·A·布朗冠軍獎盃。新獎盃的名稱一直沿用舊稱直至1984年NBA總決賽後，以紀念前任NBA總裁，曾經為美國總統林登·詹森在1965年至1968年之間担任美国邮政署长的拉里·奧布賴恩來命名。

## 外形
拉里·奧布賴恩冠軍獎盃以14.5磅的法定純度銀製成，鍍有24克拉金，高兩英尺。獎盃的外形像籃球入網的一剎那，其中籃球的直徑長9英寸，與NBA規定的籃球尺寸差不多。獎盃估值約13,500美元，每年均由蒂芙尼公司製造。贏取冠軍的球隊可以永久保存獎盃，獎盃會刻上球隊名稱及奪標年份，通常會放在球場內展覽。

## 推廣

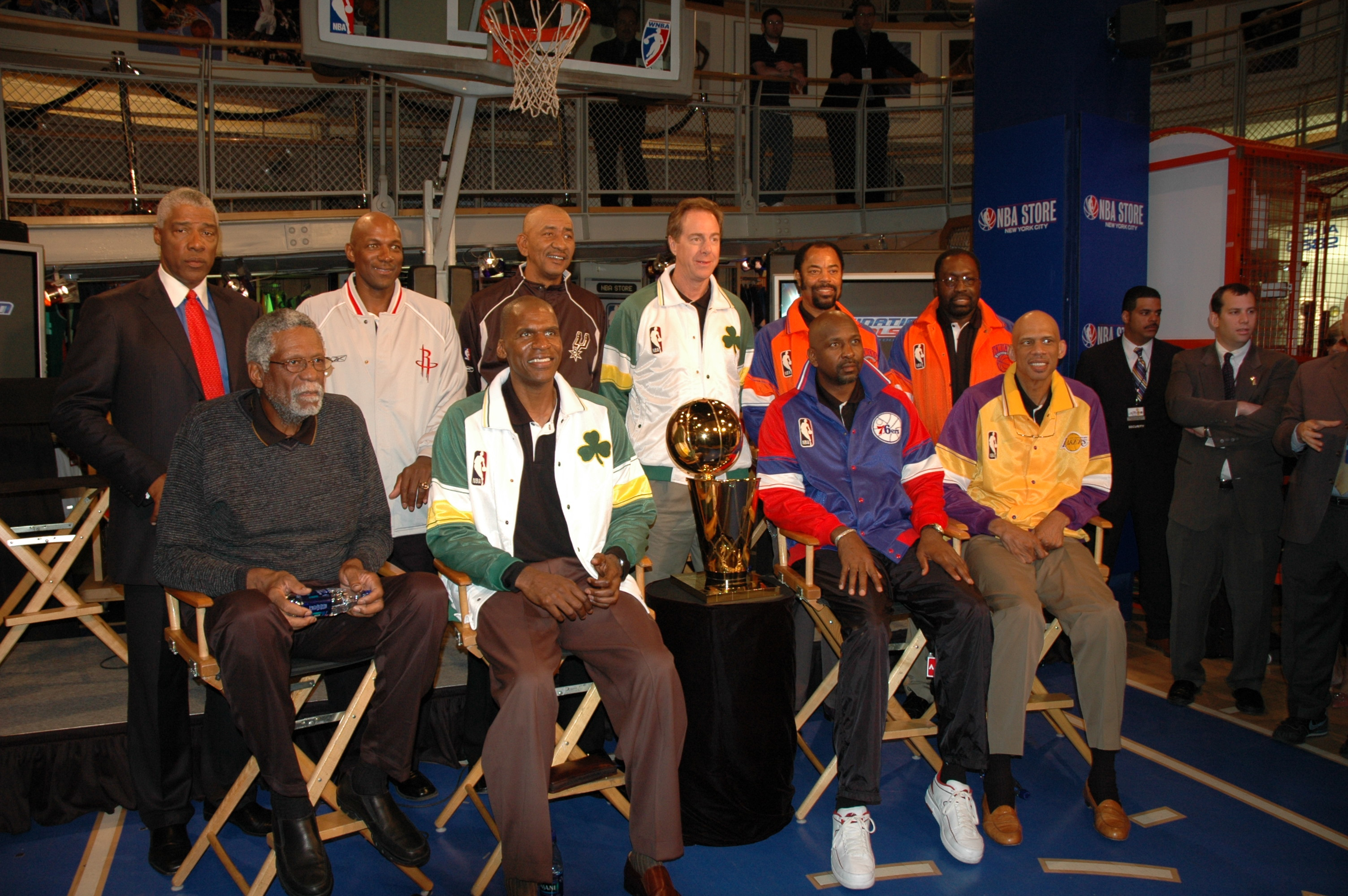
拉里·奧布賴恩獎盃在2005年NBA傳奇旅程時於紐約的NBA專賣店展示。

儘管拉里·奧布賴恩獎盃常與國家冰球聯盟的史丹利盃相提並論，然而拉里·奧布賴恩獎盃未能像史丹利盃那樣引人注目。為了減少這種差異，近年來NBA積極地將獎盃推廣出去，以產生更多的認可和代表性的地位。2004年，底特律活塞贏得NBA總決賽後，獎盃於密歇根州內作巡遊展示，这是拉里·奧布賴恩獎盃首次在獲勝隊伍的州份內巡遊展示。2005年，「NBA傳奇旅程」（NBA Legends Tour）於紐約展開，作為旅程的一部分，拉里·奧布賴恩獎盃先後在包括季後賽主辦地在内的數個城市进行展示，讓球迷簽名和拍照等。展示过程中，獎盃由很多前NBA球員護送，包括朱利叶斯·欧文、卡里姆·阿杜·渣巴和標·羅素等。2007年5月，NBA在第二人生的總部正式開幕，自此球迷們便可以在虚拟的「豐田拉里·奧布賴恩獎盃室」（Toyota Larry O'Brien Trophy Room）與冠軍獎盃合照。同年8月，作为「NBA瘋狂亞洲之旅」（NBA Madness Asia Tour）的一部分，獎盃首次在香港展示。

## 頒獎
當NBA總決賽中，其中一支隊伍在總場數中贏出四場便會奪得獎盃，並即時頒獎。頒獎過程是首先由主持人概述，再由NBA總裁繼續講述並頒發獎盃予獲勝隊伍的代表人物，然后代表人物發表得獎感言，例如2010年時ESPN主持人斯圖爾特·斯科特先概述，並由時任NBA總裁大衛·史端將獎盃頒發予時任洛杉磯湖人副主席兼班主魔術手莊遜來發表得獎感言。

## 勝利者
NBA總決賽的勝出者會得到拉里·奧布賴恩獎盃。1984年，當波士頓塞爾特人於總決賽以場數4-3擊敗洛杉磯湖人後便成為該獎盃的首位得主。奪得獎盃次數最多的球隊依序為波士頓塞爾特人（18次）、洛杉磯湖人（17次）、金州勇士（7次）、芝加哥公牛（6次）和聖安東尼奧馬刺（5次）。